# Francesco Massini
Francesco Massini (Roma, 27 gennaio 1969) è un ex arbitro di calcio a 5 e dirigente arbitrale italiano.

## Carriera
Dopo aver iniziato la sua carriera  nel 1987 come arbitro di calcio, nel 1996, raggiunti i vertici regionali, decise di dedicarsi al calcio a 5 transitando nel 1998 a livello nazionale e debuttando in Serie A il 20 novembre 1999 nella gara Milano-Verona. Nella sua lunga carriera ha diretto oltre 200 gare in serie A e 110 da internazionale.
In Italia ha diretto 5 volte la finale del campionato (2004, 2008, 2010, 2011 e 2012), due finali di Coppa Italia (2008 e 2009) e una Supercoppa (edizione 2006-2007). Nel corso della sua carriera nel 2003-2004 ha vinto il premio "Presidenza AIA" come arbitro CAN 5 maggiormente distintosi.
In ambito internazionale tra le prime esperienze spicca la partecipazione al primo e unico campionato europeo Under-21 disputatosi in Russia nel dicembre 2008. Massini ha arbitrato varie fasi della Coppa UEFA ed è stato più volte impegnato nelle gare di qualificazione alla Coppa del Mondo.
Nel 2010 partecipa al Grand Prix di Futsal in Brasile arbitrando la finale Brasile-Spagna. Nel marzo del 2011 è tra gli arbitri selezionati per la Coppa Intercontinentale disputata ad Alcalá de Henares.
Nel 2012 viene selezionato per il campionato europeo del quale arbitra la finale tra Spagna e Russia. Nello stesso anno partecipa alla fase finale della Coppa del Mondo in Thailandia.
Il 28 aprile 2013 a Tbilisi (Georgia) dirige la finale della Coppa UEFA tra il Qairat e la Dinamo Mosca.
A partire dal 2 luglio 2013 non è più nell'organico nazionale della C.A.N. 5, dismesso a domanda; dalla stagione successiva è il responsabile del Calcio a 5 per il Comitato regionale del Lazio. Dal luglio 2016 è componente della C.A.N. 5.